# Nhi khoa

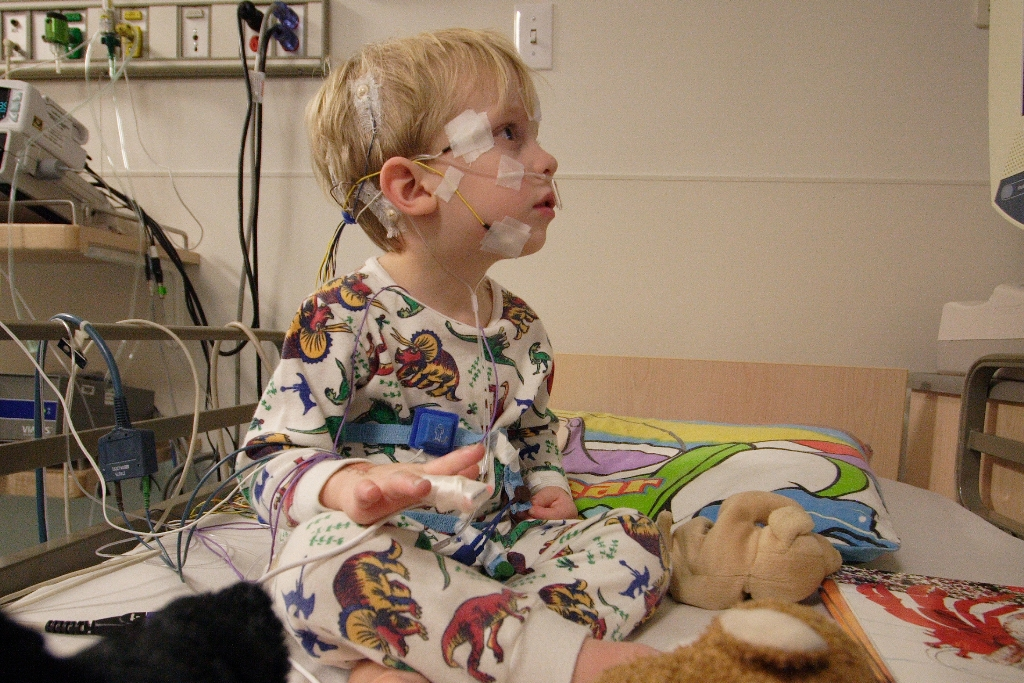
Một trẻ em đang được theo dõi trong bệnh viện nhi khoa

Nhi khoa là một ngành của Y học chịu trách nhiệm chăm sóc sức khỏe cho trẻ em từ lúc mới sinh cho đến 14-21 tuổi, tùy thuộc vào mỗi Quốc gia. Ở Việt Nam Nhi khoa chăm sóc sức khỏe cho trẻ em từ sơ sinh đến dưới 15 tuổi. Bác sĩ thực hành trong lĩnh vực này được gọc là bác sĩ Nhi khoa.

## Sự khác biệt giữa Y học người lớn và Nhi khoa
Nhi khoa khác biệt với Y học người lớn về nhiều lĩnh vực. Sự khác biệt về kích thước cơ thể tương ứng sự khác biệt về sự trưởng thành. Cơ thể nhỏ của một trẻ em hoặc một trẻ sơ sinh khác biệt cơ bản về mặt sinh lý so với người lớn. Các dị tật bẩm sinh, khác biệt về di truyền và các vấn đề về sự phát triển là những vấn đề được các bác sĩ Nhi khoa quan tâm nhiều hơn so với các bác sĩ của người lớn.
Các bệnh lý di truyền thường được các bác sĩ Nhi khoa điều trị hơn so với các bác sĩ của người lớn. Ví dụ như các bệnh Thalassemia, thiếu máu hồng cầu hình liềm và bệnh xơ nang (cystic fibrosis). Các vấn đề liên quan các bệnh nhiễm trùng và miễn dịch thường được các Bác sĩ Nhi khoa giải quyết đầu tiên.
Thời kỳ thơ ấu là thời kỳ các hệ thống cơ quan của cơ thể có sự trưởng thành và phát triển nhanh nhất.
Điều trị cho trẻ em không giống điều trị bệnh cho một người lớn thu nhỏ. Sự khác biệt lớn giữa Nhi khoa và y học người lớn là trẻ em còn nhỏ và trong hầu hết các trường hợp không thể tự quyết định. Phải luôn luôn quan tâm đến các biện pháp bảo vệ, sự riêng tư, trách nhiệm pháp lý và sự tán thành bằng văn bản trong mọi thủ thuật Nhi khoa. Bác sĩ Nhi khoa thường phải đối xử với cha mẹ của bệnh nhân và thỉnh thoảng với gia đình của bệnh nhân hơn là chính đứa trẻ.

## Các chuyên ngành của Nhi khoa
Các bác sĩ Nhi khoa chuyên ngành phải được đào tạo thêm về các chuyên khoa. Hành nghề chuyên khoa trong Nhi khoa tương tự như một số lĩnh vực hành nghề các chuyên khoa của người lớn, nhưng có sự khác biệt lớn về mô hình bệnh tật. Điển hình, các bệnh thường thấy ở trẻ em thì hiếm thấy ờ người lớn (ví dụ: viêm tiểu phế quản, nhiễm trùng rotavirus) và các bệnh thường thấy ở người lớn thì hiếm thấy ở trẻ em (ví dụ bệnh động mạch vành, huyết khối tĩnh mạch sâu). Cũng vậy, bác sĩ tim mạch nhi giải quyết các bệnh tim của trẻ em, đặc biệt các dị tật tim bẩm sinh và các bác sĩ ung thư Nhi thường hay điều trị các loại bệnh ung thư tương đối phổ biến ở trẻ em (ví dụ một số bệnh bạch cầu cấp, U lympho và các loại sarcome) nhưng hiếm gặp ở người lớn. Mọi chuyên ngành của Y học người lớn hầu như đều có trong Nhi khoa.
Một chuyên khoa lớn chỉ có trong Nhi khoa đó là sơ sinh: chăm sóc sức khỏe cho các trẻ sơ sinh từ 0 đến 28 ngày tuổi.